# 羅馬的黑馬
黑馬（Hermas或譯赫馬），庇護一世的弟弟，原本是一位名稱羅底（Rhoda）的女人的基督徒奴隸，被釋放後，結婚生子，並成為富商。但在一次的逼迫中，失去財產，被子女拋棄，陷入長期的悔罪中。
他的著作《黑馬牧人書》（或譯《赫馬牧人書》）就是高舉悔罪的重要性，並且提出罪人受洗後要有一次赦罪的機會，也教導信徒應有的行為及德行，深獲初信信徒的好評。教父特土良又稱此書為《罪人的牧人書》。

## 參照
- 黑馬牧人書

## 外部連結
- 黑馬於《天主教百科全書》